# Chaetocnema aerosa
Chaetocnema aerosa är en skalbaggsart som först beskrevs av Letzner 1846.  Chaetocnema aerosa ingår i släktet Chaetocnema, och familjen bladbaggar. Enligt den finländska rödlistan är arten sårbar i Finland. Enligt den svenska rödlistan är arten nära hotad i Sverige. Arten förekommer i Götaland, Öland, Svealand, Nedre Norrland och Övre Norrland. Artens livsmiljö är torra gräsmarker.